# Trịnh Tưu Hoằng
Trịnh Tưu Hoằng (giản thể: 郑湫泓, phồn thể: 鄭湫泓, bính âm: Zhèng Qiū Hóng; sinh ngày 25 tháng 11 năm 1990) là một nữ ca sĩ và diễn viên người Trung Quốc trực thuộc công ty giải trí Đông Phương Vệ Thị, được biết đến nhiều nhất với vai nữ chính web-drama Thiên kim háo sắc. Trước đó, năm 2014, cô tham gia chương trình "The Voice of Chinese Dream National" của đài truyền hình Dragon TV mùa thứ 2. Sau khi bị loại, cô đã hồi sinh thành công với số lượt bình chọn cao nhất là 567.445, và chung cuộc cô đứng thứ 6 toàn quốc. Trước đó, cô đã tham gia cuộc thi "Happy Girl Voice" của Hồ Nam TV, trở nên nổi tiếng và đã thu hút nhiều sự chú ý từ giới truyền thông và khán giả.

## Danh sách phim

### Phim truyền hình
| Năm            | Tựa đề                                     | Vai            | Bạn diễn                   | Ghi chú   |
| -------------- | ------------------------------------------ | -------------- | -------------------------- | --------- |
| 2018           | Hí Ẩn Giang Hồ                             | A Thu          | Trần Tín Triết             | Vai chính |
| 2019           | Thiên Kim Háo Sắc                          | Lâm Lạc Cảnh   | Cung Tuấn                  | Vai chính |
| 2019           | Yêu Em, Người Chữa Lành Vết Thương Cho Anh | Cảnh Nhiên     | Miêu Miêu, Đậu Kiêu        | Vai phụ   |
| 2019           | Chàng Trai Mặc Cách Ly Của Tôi             | Trữ Thì        | Dương Tử, Mã Thiên Vũ      | Vai phụ   |
| 2020           | Giữa chốn bồng lai                         | Lâm Hạ         | Bạch Vũ                    | Vai chính |
| 2020           | Thiên Kim Háo Sắc 2                        | Lâm Lạc Cảnh   | Cung Tuấn                  | Vai chính |
| 2021           | Nha Hoàn này ta không dùng được            | Nhạc Tử Duyên  | Vương Nhuận Trạch          | Vai chính |
| 2021           | Ngọc Lâu Xuân                              | Diêu Tích Châu | Bạch Lộc, Vương Nhất Triết | Vai phụ   |
| Chưa phát sóng | Hạnh Phúc Tiểu Trấn Chi Lãng Mạn Mãn Ốc    | Lâm Lâm        | Kim Khánh Tái              | Vai chính |
| Chưa phát sóng | 100 Lý Do Không Làm Hoàng Đế               | Âu Dương Yến   | Lý Xuyên                   | Vai chính |
| Chưa phát sóng | Nghịch tập chi thấu tâm thiên kim          | Hạ Mạt         | Lý Minh Tuấn               | Vai chính |